# Franz de Meran
Franz Ludwig Johann Baptist, Graf von Meran (Viena, 11 de marzo de 1839 - Opatija, actual Croacia, 27 de marzo de 1891) fue un noble de Austria y primer conde de Merano (ciudad surtirolesa, desde 1918 italiana, llamada en alemán Meran).

## Vida
Franz era el único hijo del matrimonio morganático del Archiduque Juan de Habsburgo-Lorena y Ana María Josefina Plochl, y nieto de  Leopoldo II, gran duque de Toscana y más adelante emperador del Sacro Imperio Romano Germánico. El 8 de julio de 1862 se casó en Ottenstein, Alemania, con la condesa Teresa de Lamberg, la segunda y única hija del conde Francisco Felipe de Lamberg y la condesa Carolina Hoyos.
En 1868 fue nombrado caballero de la Orden del Toisón de Oro. Él y sus descendientes fueron condes de Merano y barones de Brandhofen. Murió en Opatija, Croacia, el 27 de marzo de 1891, a los 52 años de edad.

## Descendientes
De su matrimonio con la condesa Teresa de Lamberg (1836-1913) nacieron siete hijos:
- Condesa Ana María (1864-1935)
- Condesa María Juana (1865-1935)
- Juan Esteban, Conde de Meran (1867-1947), que se casó en 1891 con su prima, la condesa Ladislaja de Lamberg, entre sus nietos están el director de orquesta Nikolaus Harnoncourt y el político Karl-Theodor zu Guttenberg
- Francisco Pedro (1868-1949), quien en 1902 casó con la princesa María Juana Francisca, hija de Príncipe Luis de Liechtenstein y la princesa María Fox
- Condesa Juana Carolina (1870-1944)
- Conde Rodolfo Juan (1872-1959), quien en 1917 casó con la Princesa Juana de Auersperg, nieta del príncipe Adolfo de Auersperg
- Juan Alberto (1874-1928)